# 罗城站
罗城站，位于中华人民共和国广西壮族自治区河池市罗城仫佬族自治县小长安镇牛毕村，是焦柳铁路上的火车站，建于2014年，距月山站1552公里，由南宁局集团管辖。